# 自體輸血
自體輸血，也即将病人自己的血液重新输给自己，其优点在于不会出现免疫反应，也无需担心感染新的疾病。自体输血的形式主要有：
- 自体失血回输（Intraoperative blood salvage）：将患者手术过程中流失的血液处理后重新输回。
- 血液稀释回输：将血液抽出后经稀释再重新输入，一般只适合小规模的输血。
- 预存自体库血：提前将血液抽出保存，需要时再将血库中的血液输入。[1]